# Melicope mucronata
Melicope mucronata är en vinruteväxtart som beskrevs av Merrill & Perry. Melicope mucronata ingår i släktet Melicope och familjen vinruteväxter. Inga underarter finns listade i Catalogue of Life.